# Liste d'élections en 1776
Chronologie des élections
- 1772
- 1773
- 1774
- 1775
- 1776
- 1777
- 1778
- 1779
- 1780

Cet article recense les élections organisées durant l'année 1776.

Dans les années 1770, seuls deux pays organisent des élections nationales, au sens de consultations populaires : le Royaume de Grande-Bretagne, à partir de sa formation en 1707 ; et le Royaume d'Irlande, État officiellement distinct du Royaume de Grande-Bretagne et doté de son propre parlement. Les deux pays appliquent le suffrage censitaire. Par ailleurs, seuls les protestants y ont le droit de vote ; la majorité catholique en Irlande est exclue de toute participation aux élections. L'Irlande est de facto subordonnée aux autorités britanniques.
1776 est par ailleurs l'année de la proclamation de l'indépendance des États-Unis d'Amérique, qui organiseront leurs premières élections fédérales en 1789, également au suffrage censitaire.
En 1776 ont lieu des élections pour la Chambre des communes irlandaise :

## Élections nationales en 1776
| Date     | État    | Élection ou référendum | Contexte | Résultat                                                        |
| -------- | ------- | ---------------------- | --- | --------------------------------------------------------------- |
| mai 1776 | Irlande | Législatives           | Tout comme en Grande-Bretagne, les deux factions sont les Tories et les Whigs.De nombreux députés en Irlande n'ont toutefois pas d'étiquette politique | La répartition des sièges par faction en 1776 n'est pas connue. |